# Кладбище советских солдат (Вольштын)
Кладбище советских солдат (польск. Cmentarz Żołnierzy Radzieckich) — кладбище в городе Вольштын, Великопольского воеводства, Польши, на котором похоронены 364 солдата и офицера Красной Армии, погибших в феврале — апреле 1945 года при освобождении городов Вольштын, Сулехув и окрестностей, а также в боях над Одером с немецко-фашистскими захватчиками.
Кладбище находится в центре города по адресу: г. Вольштын, улица имени 5 января, недалеко от железнодорожного вокзала.
В центральной части в 1945 году установлен памятник, работы скульпторов Юзефа Мурлевского и Эдварда Пшимушалы, представляющий собой статую советского воина-освободителя на высоком пьедестале, попирающего ногой немецкого имперского орла и разорванное знамя со свастикой. Надпись на постаменте Вечная слава героям, павшим в боях за свободу и независимость нашей Родины!. По обеим сторонам ступеней, ведущих к памятнику, помещены 12 бронзовых таблиц, с изображением родов войск ВС СССР и моментов боевых действий.
На персональных надгробиях изображены звëзды, звания, имена и фамилии похороненных здесь, даты рождения и смерти. Все надписи сделаны на русском языке.
Здесь имеется отдельное офицерское кладбище, на котором установлен памятник с надписью «СССР. Офицерское кладбище. Памятник 33 Армии. 1945 год», ниже НАШЕ ДЕЛО ПРАВОЕ — МЫ ПОБЕДИЛИ.